# Roter Weg (Lauda-Königshofen)
Roter Weg ist ein Wohnplatz auf der Gemarkung des Lauda-Königshofener Stadtteils Königshofen im Main-Tauber-Kreis im fränkisch geprägten Nordosten Baden-Württembergs.

## Geographie
Roter Weg liegt am westlichen Ortsrand von Königshofen am Fuße des Frauenbergs in Richtung des Stadtteils Beckstein.

## Geschichte
Auf dem Messtischblatt Nr. 6424 „Königshofen“ von 1881 war der Ort noch völlig unbesiedelt.
Der Wohnplatz kam als Teil der ehemals selbständigen Stadt Königshofen am 1. Januar 1975 zur Stadt Lauda-Königshofen, als sich die Stadt Lauda mit der Stadt Königshofen und der Gemeinde Unterbalbach im Rahmen der Gebietsreform in Baden-Württemberg vereinigte.

## Kulturdenkmale
Kulturdenkmale in der Nähe des Wohnplatzes sind in der Liste der Kulturdenkmale in Lauda-Königshofen verzeichnet.
- Käppele (Königshofen), unweit des Wohnplatzes

## Verkehr
Der Ort ist über einen von der K 2832 abzweigenden Wirtschaftsweg zu erreichen. Unmittelbar zweigt die K 2832 von der B 292 ab.